# Trần Thái Văn
Trần Thái Văn (sinh ngày 19 tháng 10 năm 1964) là dân biểu đảng Cộng hòa Hoa Kỳ trong Hạ viện Viện Lập pháp của tiểu bang California, khu 68 bao gồm quận Cam với các thành phố Anaheim, Garden Grove, Westminster.
Trần Thái Văn đắc cử trong cuộc bầu cử tháng mười một năm 2004, là người Mỹ gốc Việt nắm chức vụ dân cử cao nhất ở Mỹ. Ông tái đắc cử năm 2006.

## Thân thế
Trần Thái Văn sinh ra ở Việt Nam, là cháu gọi Trung tướng Việt Nam Cộng hòa Dư Quốc Đống bằng cậu ruột. Năm 1975 khi Việt Nam Cộng hòa sụp đổ, ông cùng gia đình tỵ nạn sang Mỹ, lúc đầu định cư ở Michigan nhưng sau dời về quận Cam, California. Ông bắt đầu tham gia chính trị từ lúc còn học đại học khi đi tập sự cho dân biểu Liên bang Robert Dornan và nghị sĩ tiểu bang Ed Royce. Ông có bằng cử nhân Trường UCI (University of California, Irvine) ngành Khoa học chính trị, bằng cao học Hành chánh công quyền, và bằng tiến sĩ Luật của Trường Luật thuộc Đại học Hamline.
Trần Thái Văn hành nghề luật sư rồi bước vào con đường chính trị cho chính mình khi đắc cử làm phó thị trưởng thành phố Garden Grove.

## Hoạt động tại Hạ viện California
Tại Hạ viện Trần Thái Văn là phó chủ tịch Ủy ban Tư pháp cùng là ủy viên trong Ban Ngân hàng & Tài chánh (Banking and Finance Committee) và Ban Tổ chức Chính phủ (Governmental Organization Committee). Ngoài ra ông còn là chủ tịch Đặc ban Thương mại Quốc tế (Select Committee on International Trade).

## Liên kết
- Trang chính thức của dân biểu khu 68, Trần Thái Văn Lưu trữ ngày 17 tháng 12 năm 2009 tại Wayback Machine
- Đảng Cộng hòa và cử tri gốc Việt Lưu trữ ngày 22 tháng 7 năm 2009 tại Wayback Machine